# Silene schwarzenbergeri
Silene schwarzenbergeri là loài thực vật có hoa thuộc họ Cẩm chướng. Loài này được Halácsy miêu tả khoa học đầu tiên năm 1894.